# Neruda metharme
Neruda metharme é uma borboleta neotropical da família Nymphalidae e subfamília Heliconiinae, endêmica da região norte da América do Sul, entre a América Central e as regiões norte do Brasil e Peru, em altitudes entre o nível médio do mar e 1.100 metros; voando devagar e à média altura. Foi classificada por Wilhelm Ferdinand Erichson, com a denominação de Heliconia metharme, no ano de 1849. Suas lagartas são gregárias e se alimentam de plantas dos gêneros Dilkea e Mitostemma (família Passifloraceae).

## Descrição
Esta espécie, vista por cima, possui as suas asas moderadamente longas e estreitas, de coloração predominante em castanho aveludado enegrecido, em suas asas anteriores e posteriores, com um desenho característico de linhas azuladas em suas asas posteriores. Por baixo ela apresenta, além das linhas azuladas, delineamentos em laranja nas suas asas posteriores. Este desenho é um padrão mimético mülleriano envolvendo esta espécie, Heliconius sara, H. wallacei (gênero Heliconius) e Laparus doris; borboletas Heliconiini com padrão azulado de asas.

## Subespécies
N. metharme possui três subespécies:
- Neruda metharme metharme - Descrita por Erichson em 1849, de exemplar proveniente da Guiana.
- Neruda metharme perseis - Descrita por Stichel em 1923, de exemplar proveniente da Colômbia.
- Neruda metharme makiritare - Descrita por Brown & Fernández em 1985, de exemplar proveniente da Venezuela.